# مسلمان بدون مذهب
مسلمان بدون مذهب اصطلاحی است در اشاره به مسلمانی که به هیچ‌یک از مذاهب اسلامی تعلق نداشته‌باشد. مجادلات فرقه‌ای تاریخی طولانی و پیچیده در اسلام است که حاکمان سیاسی از آنها بهره‌برداری کرده و بر آن دامن زده‌اند. اما مفهوم " یگانگی مسلمانان " همچنان ایده‌آلی مهم باقی مانده و در دوران مدرن روشنفکران علیه بخش‌بندی فرقه‌ای صحبت کرده‌اند. چهره‌های برجسته که حاضر نشده‌اند خود را وابسته به یکی از فرقه‌های اسلامی بشناسانند افراد مانند جمال الدین اسد آبادی، محمدعقیلی درگهانی،اقبال لاهوری، محمدعلی جناح، محمد علی کلی و …